# 行くぜっ!怪盗少女
「行くぜっ！怪盗少女」（いくぜっ かいとうしょうじょ）は、2010年5月5日に発売された、ももいろクローバーのメジャーデビューシングル。
2021年度から中学校で使用される音楽の教科書では、本楽曲がコラム内で取り上げられた。音楽史におけるアイドルソングの例として、松田聖子の『赤いスイートピー』とともに紹介されている。

## 収録曲解説

### 行くぜっ！怪盗少女
作詞・作曲・編曲：前山田健一
歌詞・動画 - 歌ネット
ヒャダインこと前山田健一が初めて手掛けた「ももいろクローバー」の楽曲であり、世界観はアニメ映画『ルパン三世 カリオストロの城』のオマージュとなっている。後にグループの代表曲と評されるようになるものの、発売当初はインディーズ時代と曲の雰囲気が異なることなどに対してファンから戸惑いの声もあり、初動の売り上げは2万枚程度であった。
テレビでもほとんど取り上げられることはなく、出演のオファーがあった歌番組はNHK『MUSIC JAPAN』（アイドル特集の回）だけであった。だがこれによって他アイドルのファンに、グループの存在が知られるきっかけにはなった。
この番組を視聴していた、HMV渋谷店副店長の佐藤守道が感銘を受け、当時無名だったももクロの特集コーナーを大々的に設けたことは一部で話題となった（百田夏菜子がスタッフと共に編み出した曲終盤で行う“エビ反りジャンプ”の写真に、「このジャンプがアイドル史を更新する」とキャッチをつけてディスプレイ）。なお、佐藤守道はその後事務所側からスカウトされ、ももいろクローバーのスタッフに転身、グループの音楽性を司るスタッフ（A&R）の一人となった。
その後もグループは、『K-1 WORLD GP 2010 FINAL』のハーフタイムショーで同曲を披露するなどしたが一般層には浸透しきらず、CDの累計売り上げは3万枚に届かなかった（2010年末時点）。しかし翌年、「ももいろクローバー」から「ももいろクローバーZ」へ体制が変わったのをきっかけにグループの存在が世間に知られるようになり、同曲にも注目が集まることとなった。
2012年11月には、PC配信シングルとしてのゴールド認定を受け（10万ダウンロード）、楽曲配信サイトmoraでは2013年の年間ダウンロードランキングで、ミュージックビデオ部門の1位を獲得。2010年の配信開始でその3年後に首位を獲得する珍しいケースとなった（他のベスト50の楽曲は全て2012年か2013年に配信開始されたものである）。この頃からプロ野球の選手登場曲として、柳田悠岐（ソフトバンク）など様々な選手に使用されることにもなった。
2016年には、配信開始から6年の時を経てPC配信シングルとしてのダブル・プラチナ認定（50万ダウンロード）を達成している。
以下に示すように、大胆な転調がメロディーラインの特徴である。
| 前奏・1A・1B | 前奏・1A・1B | → | 1サビ | 1サビ          | → | 間奏・2A・2B | 間奏・2A・2B | → | 2サビ | 2サビ          |
|              | イ短調 (Am)  | → |       | 変ホ短調 (E♭m) | → |              | イ短調 (Am)  | → |       | 変ホ短調 (E♭m) |

| 間奏・3C | 間奏・3C       | → | 3サビ | 3サビ          | → | 後奏 | 後奏           |
|          | 嬰ヘ短調 (F♯m) | → |       | 変ホ短調 (E♭m) | → |      | 嬰ヘ短調 (F♯m) |

プロレス技の「ソバット（後ろ蹴り）」という言葉が歌詞に用いられ、振り付けにも反映されている。また、有安杏果の滑舌に難があり、五十音のイ段をきちんと発音出来ないことから、歌詞中の1、2、3、4という部分は「いち、に、さん、し」ではなく「いち、に、さん、よん」という歌い方になっている（後述の5人バージョンでは佐々木彩夏のパートとなったが、歌い方は引き継がれた）。

#### 5人バージョン
早見あかりが脱退した後の5人バージョンは、アルバム『バトル アンド ロマンス』に収録。
6人バージョンでは早見あかりが「狙った獲物は 逃がさない そう 神出鬼没の大泥棒 Ah」とセクシーに歌っていた部分を、百田夏菜子が「狙った獲物は 逃がさねぇ そう 神出鬼没の大泥棒 Ha!」と力強く歌う形となった。最後のサビでは有安杏果のフェイクがバックコーラスで入るなど、歌詞・編曲ともに変更がなされた。
イントロのラップ部分は「れに かなこぉ↑ しおり あやか ももか」と1人だけ語尾を伸ばすことで間を埋めている。ただし、2012年にNHK紅白歌合戦（第63回）に初出場した際には、ともに紅白という夢を目指してきた早見に敬意を表し、この部分に「あかり」の名が入っている6人バージョンを5人で披露。自宅で放送を観ていた早見は「もちろんびっくりもしたし、感動もしたけれど、そこよりも5人ががんばってきて、紅白の舞台に立てたことに感動し」泣いたという。
『2015 FNS歌謡祭』ではAKB48グループ（山本彩・渡辺美優紀・渡辺麻友・松井珠理奈・高橋みなみ）とコラボレーションを披露した。イントロでは、「ももいろクローバー」の所を「ももいろAKB」に変えたり、「れに かなこぉ↑ しおり あやか ももか」に続けて「サヤカ ミルキー マユユ ジュリナ ミナミ」を追加したりした。

#### 4人バージョン（ZZ ver.）
有安杏果が卒業した後の4人バージョンは、編曲をinvisible mannersが担当して楽曲アレンジを一新し、「行くぜっ!怪盗少女 -ZZ ver.-（ダブルゼータ バージョン）」として制作。2018年2月10日、4人体制になってはじめてのライブイベント「ももクロくらぶ xoxo～バレンタイン DE NIGHTだぁ～Z！2018＜表＞」にて、1曲目に披露した。メディアでは、フジテレビ「ミュージックフェア」2018年4月21日放送分にて初披露した。
イントロのラップ部分は「れに かなこぉ↑ しおり ささきあやか」と1人だけフルネームに変更して間を埋めることに。メンバーやファンから“圧が強い”とはやし立てられることの多い、佐々木彩夏の個性が生かされる形となった。
音源は『MOMOIRO CLOVER Z BEST ALBUM「桃も十、番茶も出花」』初回限定 -モノノフパック-および、5thアルバム『MOMOIRO CLOVER Z』に収録されている。
このほかのバージョンとして、2023年12月24日には、ももいろクローバーZと松平健のコラボ楽曲「マツケンサンバII×行くぜっ！怪盗少女 -TeddyLoid ULTRA MASHUP ver.-」が配信リリースされている。

### 走れ！
作詞：INFLAVA / 作曲：KOJI oba・michitomo / 編曲：michitomo
歌詞・動画 - 歌ネット
同時期にレコーディングをした「全力少女」、「オレンジノート」と共に3部作として制作された。ユニバーサルJ（レコード会社）側はスタンダードな楽曲である「走れ！」をメイン、「行くぜっ！怪盗少女」をカップリングとする方針であったが、マネージャーの川上アキラらが逆の収録順にするよう説得した経緯がある。この様にユニバーサルJと事務所側における価値観の違いは大きく、「音楽界の常識にとらわれたくない」との思いで契約を打ち切り、スターチャイルドへ移籍することとなった。
ももいろクローバーは当時無名であったが、これに目をつけた大根仁監督が、映画『モテキ』の挿入歌として起用。「笑顔」や「踊るココロ」を人に届けるため、自らの「体」に対して”走れ！”と鼓舞するこの曲は、同映画において主人公が行動を起こすきっかけのシーンで用いられ、「弱ってるときに聴くアイドルソングは麻薬です」という印象的なセリフがあてられた。
ライブでこの曲が演じられる際には、最後のサビで全ての照明が消され、メンバーとファンが振る色とりどりのペンライトだけで場内が埋め尽くされる光景が名物となっている。東京大学准教授（当時）の安西信一は著書『ももクロの美学』の中で、「ももクロとそれに同期する観客の“体”の動きによって、“ココロ”を超えた“体”の不思議な繋がりの力がもたらされ、両者の一体化が成就する」と描写している。スペースシャワーTVプラスのももクロ特集（2013年4月放送）では「ライブでアガる曲ランキング」の1位となった。
プロ野球の選手登場曲として、2012年に田中将大（楽天）が初めて使用。同年末のNHK紅白歌合戦では田中が特別ゲストとして出演していたこともあり、「走れ！」がメドレーの一部として演じられた。この頃から、世間においても曲の認知度が向上し、2014年にはシングルトラックとしてのゴールド認定を受けるまでになった（10万ダウンロード）。
2015年にはアレンジを一新した「走れ！ -Z ver.-（ゼット バージョン）」を、早見あかり脱退後の5人バージョンとして制作。シングル「青春賦」に収録され、ももいろクローバーZの主演映画『幕が上がる』の挿入歌として使われた。
『2016 FNS歌謡祭』では、乃木坂46や欅坂46などのメンバーとコラボで「走れ！」が歌われ、出演者による短距離走の企画も話題となった。2017年にはロッテ『Fit's』のテレビCMで同曲がカバーされる形で用いられた。
2018年には再びアレンジを変更した「走れ！ -ZZ ver.-（ダブルゼータ バージョン）」を、有安杏果卒業後の4人バージョンとして制作。翌年に発売のアルバム『MOMOIRO CLOVER Z』に収録された。
2022年にも、新しいアレンジとなる 「走れ！-PLAY ACTIVE！2022 ver.-」が発表され、これを機に初めてミュージックビデオが制作された。

## トラックリスト
1. 行くぜっ！怪盗少女 [3:48]
  - TBS系『ランク王国』2010年4・5月オープニングテーマ
2. 走れ！ [4:37]
3. 行くぜっ！怪盗少女 (off vocal ver.)
4. 走れ！ (off vocal ver.)

通常盤と初回限定盤A（あかり盤）、B（あーりん盤）、C（ももか盤）、D（かなこ盤）、E（しおり盤）、F（れに盤）が発売された。初回限定盤はメンバー別にフィーチャーしたジャケット・歌詞カードとメンバーカラーのディスクが特徴となっている。収録曲は通常盤と同様。
2012年9月26日には「行くぜっ！怪盗少女 〜Special Edition〜」（いくぜっ！かいとうしょうじょ 〜スペシャル・エディション〜）として、ユニバーサルJから再発売された（グループはスターチャイルドへ既に移籍）。「行くぜっ！怪盗少女」のミュージックビデオを収録したDVD付きの再発盤で、収録曲はオリジナル盤と同じである。

## カバー
行くぜっ！怪盗少女
- GILLE - 『I AM GILLE. 2』にて英語詞でカバー。
- 堀裕子（鈴木絵理）、片桐早苗（和氣あず未）、及川雫（のぐちゆり） - ゲーム『アイドルマスター シンデレラガールズ スターライトステージ』収録曲で、CDとしては『THE IDOLM@STER CINDERELLA GIRLS STARLIGHT MASTER 39 O-Ku-Ri-Mo-No Sunday!』（2020年6月10日）に収録。歌唱者の名前に合わせて、歌詞が一部変更されている。
- Happy Around! - 『D4DJ Groovy Mix カバートラックス vol.2』に収録。
- AKB48 - アルバム『なんてったってAKB48』（2024年12月25日）に収録。

走れ！
- FUTURE'S（パンクバンド） - 『We're from yesterday』（2016年3月30日）
- ロッカジャポニカ - 「3B junior ファースト・アルバム 2016」（2016年9月7日）
- 加瀬友香（佐倉綾音）- 『「あさがおと加瀬さん。」カバーソング&オーディオドラマアルバム』（2018年6月6日）
- 宗谷いちか & 角巻わため - 『IMAGINATION vol.3』（2020年10月24日配信発売、2020年12月23日限定CD販売）
- 久川颯（長江里加）、乙倉悠貴（中島由貴） - ゲーム『アイドルマスター シンデレラガールズ スターライトステージ』収録曲。